# Symploce stellatus
Symploce stellatus är en kackerlacksart som beskrevs av Feng, P. och Patrick C.Y. Woo 1999. Symploce stellatus ingår i släktet Symploce och familjen småkackerlackor. Inga underarter finns listade i Catalogue of Life.